# Terremoto del Monte Tai
Il terremoto del Monte Tai (泰山 震S) è stato il primo terremoto mai registrato nella storia dell'umanità. Si verificò sul Monte Tai nella provincia di Shandong durante il settimo anno del regno del re Xia Fa della dinastia Xia. È stato menzionato brevemente negli Annali di bambù. L'evento secondo gli storici si verificò nel 1831, o  1731 a.C. o 1652 a.C.